# باشگاه فوتبال المپیک مصر
باشگاه فوتبال المپیک مصر (انگلیسی: El-Olympi) یک باشگاه فوتبال در اسکندریه، مصر است.
این باشگاه که در سال ۱۹۰۵ میلادی تأسیس شده سابقه یک قهرمانی در لیگ برتر فوتبال مصر و دو قهرمانی در جام حذفی فوتبال مصر در کارنامه دارد.